# 宮之坂站
宮之坂站（日语：／ Miyanosaka eki */?）是一個位於東京都世田谷區宮坂一丁目，屬於東急電鐵世田谷線的停留場。車站編號是SG07。

## 歷史
- 1945年（昭和20年）7月15日 - 近上町的豪德寺前站與近山下的舊宮之坂站統合成為宮之坂站。
- 1966年（昭和41年）1月20日 - 站名的片假名「ノ」改為平假名「の」。

## 車站構造
對向式月台2面2線的地面車站。下行月台內一度有商店營業，但在昭和60年代發生火災後閉店。

### 月台配置
| 月台 | 路線     | 方向 | 目的地             |
| ---- | -------- | ---- | ------------------ |
| 西側 | 世田谷線 | 下行 | 下高井戶方向       |
| 東側 | 世田谷線 | 上行 | 上町、三軒茶屋方向 |

（來源：東急電鐵:車站構內圖（页面存档备份，存于））

## 利用狀況
官方未公布本站的乘車人數。世田谷線全線的乘車人數請參照東急世田谷線#使用情況。

## 車站周邊
- 下高井戶方向月台旁是世田谷區的宮坂區民中心。車站有展示過去用於世田谷線、之後用於江之島電鐵的車輛（東急デハ87→江ノ電601）（日语：江ノ島鎌倉観光600形電車）。
- 附近有世田谷八幡宮（日语：世田谷八幡宮）。站名取自於神社旁的宮之坂（都道427號（日语：東京都道427号瀬田貫井線））。該坂在世田谷線開通時部分崩塌，因此長度較短。
- 本站是招財猫發源地豪德寺的最近站。但要鄰站山下站距離小田急小田原線豪德寺站較近。
- 站名念作みやのさか，但地名念作みやさか。

## 相鄰車站
東急電鐵
 世田谷線
上町（SG06）－宮之坂（SG07）－山下（SG08）

## 外部連結
- 宮之坂（各站資訊） - 東急電鐵